# Pauline Davis (Politikerin)
Pauline Lillian Vakoch Davis (oft Pauline L. Davis, geborene Pauline Lillian Vakoch; * 3. Januar 1917; † 14. Dezember 1995) war eine US-amerikanische Politikerin (Demokratische Partei).
Pauline Davis war Mitglied der California State Assembly von 1953 bis zu ihrem Rücktritt 1976. Sie repräsentierte dort den 2. Distrikt von 1953 bis 1967; danach den 1. Distrikt. Erstmals wurde sie nach dem Tod ihres Mannes Lester Thomas Davis am 23. Mai 1952 gewählt, der seit 1947 Abgeordneter war. Ihr Nachfolger im 1. Distrikt war Frank Belotti, im 2. Distrikt Stan Statham.
| Personendaten    | Personendaten                                                             |
| ---------------- | ------------------------------------------------------------------------- |
| NAME             | Davis, Pauline                                                            |
| ALTERNATIVNAMEN  | Davis, Pauline L.; Davis, Pauline Lillian Vakoch; Vakoch, Pauline Lillian |
| KURZBESCHREIBUNG | US-amerikanische Politikerin                                              |
| GEBURTSDATUM     | 3. Januar 1917                                                            |
| STERBEDATUM      | 14. Dezember 1995                                                         |